# 陳以生
陳以生（Chen, I Sheng），本名陳璟鋒，牙科醫師、台灣歌手。

## 生平
藝名陳以生的陳璟鋒，出生於台灣省彰化縣鄉下小農村，學歷為台中一中、台北醫學大學牙醫學士碩士、政治大學碩士及陽明大學牙醫博士，以及中央大學產經所博士班肄業。
2008年出道為歌手。成長時期受張雨生與王傑的影響。這兩位歌手都是陳以生最喜歡的台灣歌手。

## 爭議
陳遭前女友指控於2009年11月初某夜趁其昏睡時性侵，並不小心將按摩棒斷落在其膀胱裡，因此以妨害性自主與傷害罪告上法院，全案進入司法程序。該案偵查中，但2010年7月18日凌晨4時55分該女子卻突然在批踢踢實業坊PTT上發表文章指控陳對其性侵，陳也回覆文章反駁，遂引起媒體關注。該案於2010年9月偵查終結，台北地檢署認為女子案發後傳簡訊要求陳留宿醫院，不像被性侵，僅處分過失傷害罪起訴。之後女方提起再議並翻供，檢方即以乘機性交罪追加起訴，一審法官以為係陳主動在PTT八卦板上發表文章，公布前女友的名字、生理特徵、性愛習慣及其邊緣性人格特徵，判乘機性交罪3年半。
2012年底，原告女子因在批踢踢實業坊結識桃園中壢一名男子而有感情糾紛，同年12月25日早上11時21分在AllTogether板發表一篇文章〈女生請注意 保護自己〉，指控與該男子一夜激情後被以三萬元新台幣打發分手，但發文後卻遭該板眾板友噓文嘲諷，遂於當日下午4時左右跳樓自殺，留下遺書僅交代歸還信用卡給朋友，並未提及其自殺原因與陳有關 。12月18日陳出庭因回應審判長之問題：「對於A女小姐造成的傷害我感到很抱歉，而且一開始還有很多次我都已經跟她道歉過了，不知道她為什麼一直覺得我都沒有跟她道歉。對她造成傷害之後，我也馬上送她去醫院，然後也負擔了醫藥費，也幫她製作了手機充電器，但她卻一直都覺得我沒有照顧她，我不知道為什麼，她是想要我照顧她到什麼程度... (審判長插話：她剛剛還對你說很感謝你，對你說的話，希望你一定要記住的噢!!) 那其實我也很感謝A女她讓我成長了很多，我這幾年來對自己的待人處事真的改變了非常的多，也因此遇到了我現在的最愛，然後也生了兩個小孩。那就是A女她沒辦法從這個困境裡面走出來我感到很遺憾，但這我不是我自己一個人造成的，如果說當時她願意把她的身體的狀況及時的跟我說，根本不會造成這些傷害......」，記者解讀為陳否認性侵，還在庭上譏諷她「謝謝你讓我找到真愛，我們生了可愛的寶寶」，使前女友感到被羞辱，因此七天後的12月25日在中央大學墜樓身亡。
陳被控在2009年11月8日，邀女友前往住處觀賞影片，女友因難入眠，服用助眠藥物後昏睡；他見女友意識昏迷，竟以按摩棒性侵，但因用力過猛，致按摩棒斷裂掉在膀胱內，送醫才取出該按摩棒，女友不甘受辱提告
2013年5月，二審法官調查後認為其自殺與陳之行為無因果關係，卻又矛盾地認為其自殺與陳有關，加重改判刑5年半，陳不服，認為高等法院法官偏袒原告、完全忽略對被告有利的證據，提起上訴至第三審最高法院。11月，台北地院民庭判陳男應賠前女友家人300萬元。
2014年6月，台灣最高法院撤銷高等法院刑事有罪判決並發回更審。民事部分經上訴高等法院，雙方業已和解。
2015年8月12日，台灣高等法院更一審合議庭認為，檢方沒舉證女大生昏沉後遭性侵，因為她在案發一個半小時後自行步入醫院、意識清楚，若因服藥昏迷不能抵抗遭性侵，如何在短時間內回復正常意識並就醫？另女大生事後仍稱陳為男友，並多次聯繫也與常情不符，因此判決無罪。
至於傷害罪的部分，更一審以陳璟鋒是醫師，應知人體構造，不會誤認陰道及尿道，卻用按摩棒經尿道掉入膀胱內，認定陳璟鋒有傷害犯意，判刑1年定讞。陳璟鋒於2016年入獄服刑。

## 歷年作品
- 2008年1月 發行個人首張華語專輯《青澀歲月》
- 2008年4月 彩虹愛家生命教育協會之母親節公益專輯《愛的約定》主打歌曲《親愛媽媽》(與依拜維吉合唱)
- 2009年1月 2009年阿公阿嬤節主題曲《重新愛你》華語版、台語版(與依拜維吉、傅薇、艾青、張錫安、陳韋燁等合唱)
- 2009年9月 中國中央電視台少兒台恐龍寶貝之龍神勇士片尾曲《希望之光》(與依拜維吉合唱)
- 2009年10月 2009年高雄中秋晚會暨莫拉克颱風賑災公益歌曲手護幸福(與依拜維吉、陳瑋儒、陳韋燁等合唱)
- 2009年12月 台灣陸委會捍衛國家主權-RAP篇主題曲《脫掉》與依拜維吉、陳瑋儒等合唱)
- 2010年1月 2010年阿公阿嬤節主題曲《幸福地圖》、《永遠攏快樂》(與依拜維吉、傅薇、艾青、張錫安、陳韋燁等合唱)
- 2010年10月 發行個人首張台語專輯《風的樂章》

### 青澀歲月
陳以生的首張華語專輯《青澀歲月》收錄了八首歌曲。
曲目  曲名
1.   靜候雨聲     
2.   青澀歲月    
3.   找到你自己       
4.   時間河  （與依拜維吉合唱）     
5.   找尋一個方向    
6.   亂了       
7.   愛上九姑娘     
8.   出發

### 風的樂章
陳以生的首張台語專輯《風的樂章》收錄了八首歌曲。
曲目  曲名
1.   命中注定我欠你     
2.   風箏    
3.   美麗的愛情       
4.   純情     
5.   牽你的手    
6.   願       
7.   一個心聲     
8.   靠自己

## 外部連結
- 詮釋音樂文化事業有限公司網站
- 陳以生 無名部落格 （页面存档备份，存于）
- 銀河電台 陳以生專輯介紹